# Det medeltida Jönköping
Det medeltida Jönköping, ursprungligen Junaköpung, fanns mellan 1200-talet och 1612 och låg på det nutida Väster. Det brändes ned av stadens invånare inför ett väntat anfall av en dansk-norsk armé under befäl av kung Kristian IV.

## Historik

### Tidiga år
Staden anlades under 1200-talet och fick Jönköpings privilegiebrev av Magnus Ladulås 1284.  
Den låg utmed den södra Vätternstranden, från ungefär nuvarande hörnet Klostergatan/Västra Storgatan till nuvarande Hamnkanalen mellan Munksjön och Vättern. Den hade ett gatunät som någorlunda överensstämmer med dagens. Där fanns en längsgående huvudgata, Stora gatan, som sammanknöt landsvägen nord- och västerifrån över Junebäcken vid Talavid med landsvägen österut/norrut mot Rumlaborg vid Huskvarnaån och Östergötland på Sanden. Stadens centrum var Torget, som låg där landsvägen söder ifrån, Lagastigen, mötte Stora gatan, ungefär i nuvarande korsning Västra Storgatan/Barnarpsgatan.

### Utveckling
I anslutning till stadsbebyggelsen låg mot Munksjön Jönköpings hus och franciskanerklostret i Jönköping. På en plats strax sydväst om Jönköpings hus uppfördes under slutet av 1200-talet också Jönköpings kloster. Detta ombyggdes efter reformationen – från 1544 och in på 1600-talet – till den modernare befästningen Jönköpings slott. Där den medeltida borgen låg, byggdes då ett tyghus på en förgård mellan Bastionen Christina och det nya slottets norra yttervall. Omedelbart väster om stadsbebyggelsen fanns under tidigare medeltid en vallgrav och försvarsvall, senare kallad "Gropen".
Torget låg vid Stora gatan, med rådhus på den västra sidan. Församlingskyrkan Jungfru Maria och Sankt Nikolaus kyrka låg strax öster om Torget.
Klostret ägde strandmarken mot Munksjön, varför stadens borgare länge inte hade tilläggningsplats för sina båtar för att komma ut på Vättern. Långt om länge ledde dock förhandlingar mellan stadens styresmän och klostrets guardian 1527 till att en smal strandremsa utanför klostret byttes mot ett strandgärde söderut längs med sjön.

### Brand och nutida spår
Staden, som så gott som helt bestod av trähus, brändes 1380 ned av danskar. Senare brändes den ned av stadens invånare inför det danska anfallet 1567 under Nordiska sjuårskriget och åter inför en väntad belägring av slottet under Kalmarkriget 1612, för att efter det senare tillfället inte återuppbyggas på samma plats. När Jönköping skulle återuppbyggas, beslöt kung Gustav II Adolf att detta av försvarsskäl skulle ske på den då obebyggda sandreveln Sanden, som låg omedelbart öster om den medeltida staden, på andra sidan av kanalen mellan Munksjön och Vättern.
Inga spår av medeltida bebyggelse ovan jord finns kvar i Jönköping. Till skillnad mot vad som gäller på Öster, har inte heller omfattande arkeologiska utgrävningar skett på aktuella områden. En del tegel från klostret, som bränts i ett av bröderna drivet tegelbruk vid Munksjön, har hittats.